# Staré Těchanovice
Staré Těchanovice (en allemand : Alt Zechsdorf) est une commune du district d'Opava, dans la région de Moravie-Silésie, en République tchèque. Sa population s'élevait à 137 habitants en 2021.

## Géographie
Staré Těchanovice se trouve à 7 km au nord-nord-est de Hradec nad Moravicí, à 16 km au sud-ouest d'Opava, à 40 km à l'-ouest d'Ostrava et à 248 km à l’est de Prague.
La commune est limitée par Kružberk au nord-est, par Moravice au nord-est, par Melč et Vítkov à l'est, et par Svatoňovice au sud et à l'ouest.

## Histoire
La première mention écrite de la localité date de 1377.

## Administration
La commune se compose de deux quartiers :
- Staré Těchanovice
- Jánské Koupele

## Transports
Par la route, Staré Těchanovice se trouve à 8 km de Vítkov, à 25 km d'Opava, à 62 km d'Ostrava et à 300 km de Prague.